# Casey Stoney
Casey Jean Stoney, MBE (født 13. maj 1982) er en engelsk fodboldspiller, der spiller som forsvarsspiller for FA WSL klubben Liverpool. Hun har spillet over 120 landskampe for England, siden hun fik debut i 2000. I 2012 efterfulgte Stoney Faye White som Englands kaptajn og blev også kaptajn for det nyoprettede britiske olympiske holds trup til sommer-OL 2012 i London.

## Hæder
- FA Women's Premier League National Division: 2

2000–01, 2001–02
- FA Women's Cup: 4

2000–01, 2004–05, 2013–14, 2015–16
- FA Women's Premier League Cup: 4

1999–00, 2000–01, 2003–04, 2005–06
- FA International Player of the Year Award: 1

2007–08